# Lithothérapie

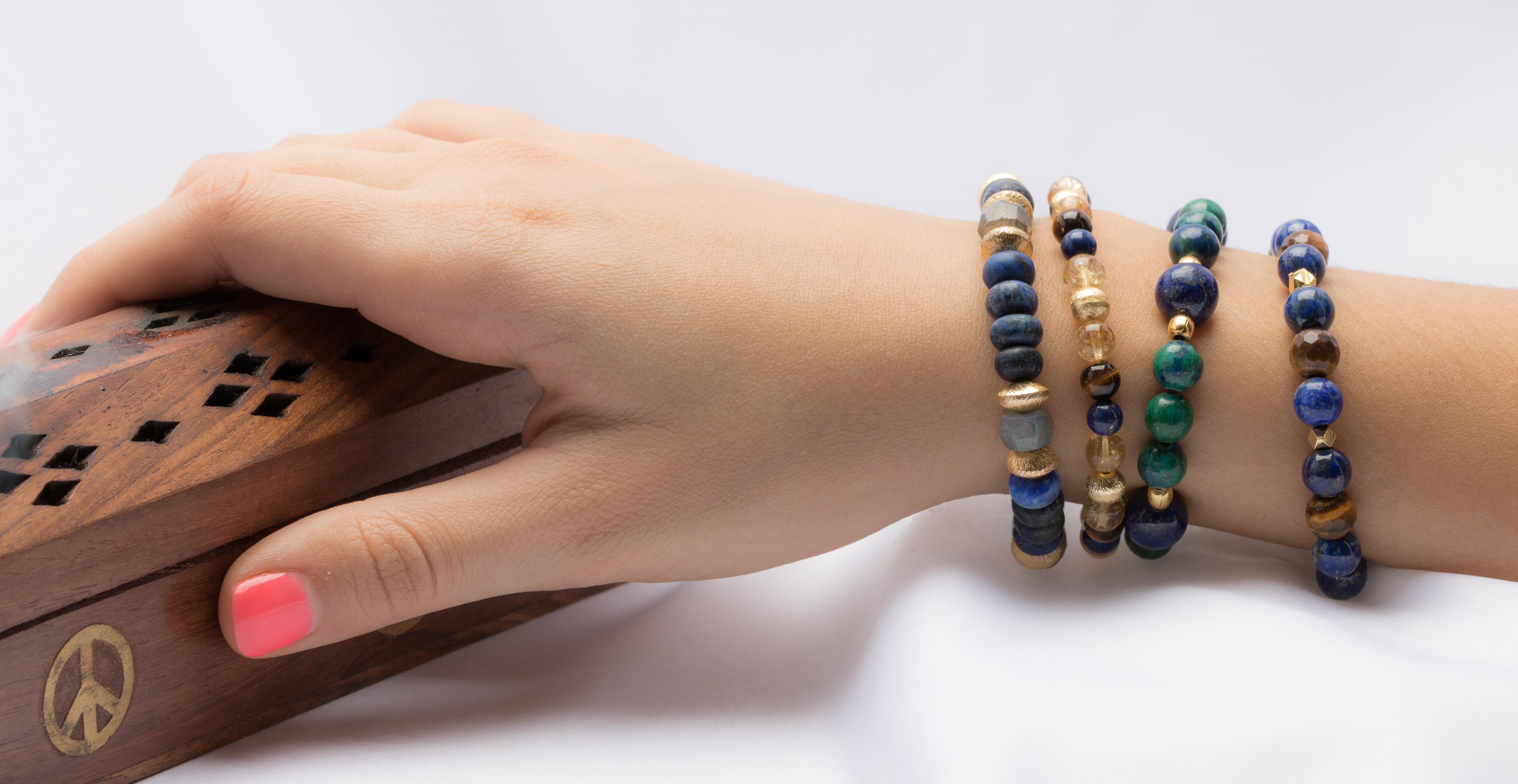
Bracelets de pierres gemmes auxquelles les tenants de la lithothérapie prêtent des vertus curatives.

La lithothérapie ou cristalothérapie est une pratique pseudoscientifique de médecine non conventionnelle basée sur la croyance en un pouvoir qu'auraient certains cristaux de bijouterie (quartz, améthyste, citrine, aigue-marine, rubis, turquoise, etc.) au contact ou à proximité de l'être humain. La croyance sur laquelle se basent certains de ses promoteurs est que les cristaux émettraient une « résonance » ou une « vibration » singulière qui aurait le pouvoir de guérir les maladies ou d'améliorer le bien-être psychique d'une personne.
Il n'existe aucune preuve scientifique de l'efficacité de cette thérapie ou de l'existence même d'une énergie spécifique aux cristaux. La lithothérapie est donc considérée comme une pseudoscience pour laquelle les études scientifiques, ne montrent aucun effet supérieur à l'effet placebo.
Cette croyance dans le pouvoir de guérison de cristaux a été popularisée dans les années 1970 par le mouvement « New Age » et utilise souvent un vocabulaire ésotérique proche comme « centres énergétiques » ou « chakras ». Cette croyance n'a aucune assise scientifique, et Christian Chopin (directeur de recherche au CNRS, spécialisé en minéralogie) la résume ainsi : « Le monde minéral est caractérisé par son inertie : à la différence du monde vivant, il ne produit pas spontanément d’énergie (hormis les substances radioactives...). Vouloir parer les minéraux d’« énergies bénéfiques » ou d’une quelconque vertu thérapeutique par l’effet d’ondes spécifiques est du charlatanisme. Il n’y a tout simplement aucune interaction possible entre les cristaux et le corps humain ».

## Étymologie
Malgré des allégations récurrentes de ses promoteurs se réclamant de « traditions millénaires », le mot « lithothérapie » n'est attesté que depuis quelques dizaines d'années : il aurait été formé dans la seconde moitié du XXe siècle (en même temps que la phytothérapie). Il s'agit de l'association des termes grecs lithos (λίθος [litʰos]) signifiant pierre (« Pierre par opposition aux matériaux comme le bois, les métaux… ») et therapeia (θεραπεύω [tʰɛrapɛuʷɔ]) signifiant cure (« Prendre soin de … »). Littéralement parlant, ce mot signifie donc « méthode qui soigne par l'usage des pierres ».

## Pratiques de la lithothérapie
Selon certains promoteurs de cette pratique, les cristaux émettraient une énergie dite « fine », bénéfique quelle qu'en soit la forme : brute, polie, taillée. Comme les autres pseudo-sciences, la lithothérapie ne s'appuie sur aucune démonstration scientifique, et n'a jamais démontré la moindre efficacité clinique. Les pierres peuvent ainsi être portées sur soi sous forme de pendentif, de collier, de bracelet ou être disposées dans la pièce sous sa forme brute, de géode ou d'objet de décoration (animaux, arbre, fontaine, etc.). La zone de portée augmenterait avec la taille du cristal.
En lithothérapie, un cristal agirait selon son type sur la « fréquence vibratoire » de certains points du corps, assimilés aux chakras de la tradition indienne ou aux méridiens de l'acupuncture.
Parmi les sources plus anecdotiques, en Haute-Loire, on a utilisé des pierres à venin, qui étaient en fait souvent d'anciennes haches polies néolithiques en variolite, qu'on trempait dans de l'eau qui servait pour soigner les morsures de serpent et piqûres d'insecte,.

## Les principes de la lithothérapie
En général, les « pouvoirs » ou « capacités » des pierres semblent directement proportionnelles à leur valeur marchande (à cause de sa rareté, son mode d'extraction ou du travail du joaillier). À l'inverse, les pierres peu chères telles que l'agate auraient des capacités moindres. La valeur d'achat de la pierre, du lithothérapeute au joaillier, influencerait directement les pouvoirs de la pierre en question : plus le pratiquant est prêt à dépenser, plus les pouvoirs supposés seraient importants.

## Point de vue médical
La lithothérapie est bien à distinguer de l'usage médical de certains minéraux possédant de fait des propriétés médicamenteuses quand ils sont absorbés par le patient, ce qui va du sel (principalement de composition chimique NaCl, et qui agit sur la tension artérielle) aux différents carbonates actifs sur le système digestif, en passant par les oligo-éléments dont l'importance dans l'équilibre du corps est désormais bien établie. Aucune pratique médicale n'emploie des macrocristaux d'origine minière ou issus de collectes minéralogiques (spécimens extraits de géodes, de placers, bijoux, etc.), et la seule voie d'administration reste l'ingestion de minéraux assimilables par le tube digestif (ce qui n'est pas le cas des pierres utilisées en lithothérapie).

## Point de vue scientifique
Aucune pierre ou cristal n'émet spontanément la moindre forme d'énergie (à l'exception de la radioactivité, très dangereuse et non employée en lithothérapie).
Les effets positifs proclamés de la lithothérapie sont donc attribués à l'effet placebo,.
Une étude sur 80 volontaires en aveugle a été menée pour comparer l'effet de quartz par rapport à des placebos, d'apparence identique, en pâte. Bien que beaucoup de participants aient indiqué ressentir l'effet du quartz, il n'y avait aucune corrélation avec la présence effective de quartz ou de placebo. L'expérience a conclu : « Il n'y a pas de preuve que la lithothérapie ait un résultat supérieur à l'effet placebo. »,,.

## Risques
Les risques sanitaires directs de la lithothérapie sont faibles, étant donné que les pierres, inertes, n'ont généralement aucun effet sur l'organisme, positif ou négatif.
Des risques peuvent toutefois apparaître dans certains cas : 
- l'usage cutané de roches non inertes libérant des composés toxiques dans l'organisme (oxydes métalliques, composés volatils, radioactivité) ;
- l'ingestion de pierres ou de poudre de pierre, pouvant engendrer des désordres digestifs voire une intoxication.

Il a surtout été signalé des potentielles dérives sectaires chez les personnes qui se réclament de la lithothérapie, avec emprise idéologique, abus de faiblesse et endoctrinement anti-médical pouvant aboutir à un arrêt des soins chez des malades et cette croyance peut générer un retard de prise en charge médicale, ce qui a pu conduire à la mort de patients.

Ainsi, un rapport du Sénat français intitulé « Dérives thérapeutiques et dérives sectaires : la santé en danger » documente par exemple le cas d'une femme atteinte d'un cancer et abusée par un « lithothérapeute » : 

« [Cette femme] atteinte d'un cancer s'était tournée vers les médecines douces. Cette démarche est compréhensible, car le discours médical peut être abrupt et difficile à supporter pour des malades fragilisés par un diagnostic lourd. Si certains praticiens n'ont proposé qu'un accompagnement de son traitement « classique », d'autres, dogmatiques et péremptoires, lui ont offert une promesse de guérison. La victime a été convaincue de s'acheter un lit de cristal, supposé la guérir, pour un coût de 5 000 euros : la lithothérapie est une pratique onéreuse... Elle est morte sans soins. Aujourd'hui, le coach réclame la restitution du lit de cristal, prévue dans le testament... »